# Убинов, Георгий
Георгий Убинов — Графа (18 августа 1947, Лесичово — 30 ноября 2016, Пловдив) — болгарский футболист, игравший на позиции нападающего. Мастер спорта Болгарии (1972), обладатель Балканского клубного кубка.

## Биография

### Клубная карьера
Воспитанник пловдивского футбола, на взрослом уровне начал выступать за местный «Спартак» и «Марицу». В 1968 году перешёл в столичный «Левски», но сыграл только 7 матчей в чемпионате страны и вернулся в Пловдив.
С 1969 по 1976 год выступал за «Ботев» (Пловдив). В составе этого клуба сыграл 181 матч и забил 38 мячей в чемпионате Болгарии, также забил 21 гол в международных матчах и 12 голов в Кубке Болгарии. В 1972 году в составе «Ботева» стал победителем Балканского клубного кубка. В 1971 и 1974 годах включался в символическую сборную сезона по версии газеты «Народен спорт».
Обладатель неофициального мирового рекорда как автор самого быстрого хет-трика, забитого головой. 1 ноября 1970 года в дерби «Ботев» — «Локомотив» (3:2) нападающий сделал такой хет-трик в течение 11 минут, забивая голы на 52-й, 59-й и 63-й минутах.
В последние годы своей карьеры выступал за «Черноморец» (Бургас), в его составе стал победителем зонального турнира группы «Б».

### Карьера в сборной
Сыграл два матча за молодёжную сборную Болгарии.
Привлекался в национальную сборную перед отборочным матчем чемпионата Европы против Греции, но не смог выйти на поле из-за травмы.

### Дальнейшая карьера
Окончил Пловдивскую гимназию электроники и электротехники (TET), Университет национального и мирового хозяйства (УНСС) в Софии и Национальную спортивную академию в Софии.
Работал журналистом в газете «Тракия спорт», был руководителем футбольной школы «Кронос». Также стал детским писателем, был автором книг на тему популяризации физкультуры и спорта среди детей («Футболен буквар», «Когато канарчетата стават орли» и др.), автором философских сочинений.
Кроме того, увлекался живописью, устраивал персональные выставки. Начал рисовать ещё в школьные годы, первые картины были посвящены сюжетам болгарской истории и полёту Гагарина. Всего создал более 300 картин разных жанров, в том числе цикл из более 20 картин с церквями Пловдива. В 2014 и 2015 годах получал городскую награду «Пловдив» в номинации «Изобразительное искусство».